# Fulaniere
 Der er for få eller ingen kildehenvisninger i denne artikel, hvilket er et problem. Du kan hjælpe ved at angive troværdige kilder til de påstande, som fremføres i artiklen.

Fulaniere er en etnisk folkegruppe på mellem 16 og 25 millioner spredt over Sahel i Vestafrika, Centralafrika og helt til Østafrika.

## Udbredelse
Fulaniere forekommer i Mauretanien, Senegal, Guinea, Gambia, Mali, Nigeria, Sierra Leone, Benin, Burkina Faso, Guinea-Bissau, Cameroun, Elfenbenskysten, Niger, Togo, Centralafrikanske Republik, Ghana, Liberia og når helt til Sudan i øst. Fulanierne er en minoritetsgruppe i alle lande, hvori de lever, men i Ghana er de den største etniske gruppe i befolkningen (omkring 40%) og betragtes som værende den største nomadegruppe i verden.
Foruden fulani kaldes folket også fula, peul, fellata og fulbe. Deres selvbenævnelse er fulɓe (der ɓ er en implosiv b-lyd), som er flertal af pullo.

## Sprog
De fleste taler fulfulde, men forholdet mellem de etniske grupper og sproget er rimeligt kompliceret. For det første findes der flere millioner mennesker i Vestafrika, som regner sig som fulanier, men som ikke har fulfulde som førstesprog (eller modersmål). For det andet findes folk, som har antaget sproget men ikke regnes til folket. For det tredje findes sociale skel.
| Gruppe          | %  | Gruppe     | %  | Gruppe | %   | Gruppe | %   |
| --------------- | -- | ---------- | -- | ------ | --- | ------ | --- |
| hausa og fulani | 29 | igbo (Ibo) | 18 | kanuri | 4   | tiv    | 2,5 |
| joruba          | 21 | ijaw       | 10 | ibibio | 3,5 |        |     |

Hausaerne og fulanierne talte oprindeligt hvert sit sprog, hausa og fulfulde, men i Nigeria findes der i dag antagelig flere millioner fulanier, som har hausa som førstesprog. I Mali findes der antagelig mange tusind fulanier, som har bambara som førstesprog, men som allikevel har en stærkt bevidsthed om at være fulanier, hvilket afsløres i familienavne.
For det andre findes der flere millioner vestafrikanere som har fulfulde som førstesprog, men som ikke bliver regnet som fulanier, således haalpulaar'en i Senegal (der der udgør omkring 10% af befolkningen), Mauritanien, Mali og Guinea. Haalpulaar'en betyder 'de, som taler pulaar (= fulfulde)'. De er tillige kendte under navnet tukuloor. Fulanierne og de fulfulde-talende folk i Mali og flere andre dele af Vestafrika lever traditionelt i kastesamfund, og det er kun de som hører til de «adelige» slægter, som regnes som fulanier, mens store fulfulde-talende grupper af blandt andet håndværkere, handelsfolk og frigivne slaver (dimaajo, flertal rimaayɓe) ikke bliver regnet som etniske fulanier, men kun yimɓe pulaaku, det vil sige 'folk af fulanikulturen' (yimɓe 'folk'; pulaaku 'fulanikultur, fulanidom').
De nomadiske fulanier i Niger, Nigeria, Kamerun og Den Centralafrikanske Republik hører til klanen woɗaaɓe (flertal af boɗaaɗo), som ikke mindst er kendt for geerawol-dansen.
I store dele af Vestafrika lever fulanierne og de fulfulde-talende i kastesamfund. Øverst i dette kastesamfund befinder sig de «adelege» eller «frie», fulfulde dimo, flertal rimɓe, som er kvægnomader eller efterkommere af kvægnomader. De hører til fire klaner med hvart sit klannavn:
1. Baa. Også kendt som m. a. Balde og Jaakite.
2. Bari. Også kendt som m. a. Sanngare.
3. Jallo. Også kendt som m. a. Dikko og Kaa.
4. Soo. Også kendt som m. a. Siidibe.

– ofte i fransk- eller engelske retsskrivning betegnede som Bâ, Bah, Diakité, Bary, Barry, Sangaré, Diallo, Dicko, Kah, Kâ, Sow og Sidibé.

## Levevis
Fulani-folket er historisk set traditionelle, nomadiske hyrder beskæftiget med kvæg, som de følger i jagten efter føde til dyrene. Nogle fulanier er i dag bosatte, mens andre stadig lever nomadisk eller semi-nomadisk. Efter to større tørkeperioder i 1970'erne og 1980'erne, der reducerede mange fulaniers kvægflokke, fulgt op af unormal lav nedbør og stigende befolkningsvækst har fulanierne været nødsaget til at finde andre leveveje såsom agerdyrkning. En myte fortæller om grunden til, at de er hyrdefolk: "En ung mand blev en gang smidt ud af en landsby. Han sad en dag ved en sø, og søens ånder gav ham kvæg. Han skulle vandre rundt for at finde græsning og vand til dyrene. Hvis han ikke gjorde det, ville kvæget blive vildt igen. Han tog en kone med sig fra landsbyen, og på den måde førte han sin slægt videre, og sådan er det gået med hans efterkommere."[kilde mangler]

## Historie
De oprindelige fulanier blev kaldt noble fulanier eller fulbe og menes at stamme fra berbere eller kaukasere. I dag er fulanierne en blanding af noble fulanier og frigivne slaver (kaldet rimaibe). Fulanierne deler et fælles sprog kaldet "fulfulde", som er sammensat af flere dialekter. Fulanierne, som tidligt tog islam (sunni) til sig, har på deres vandringer som nomader og som handelsfolk mellem forskellige etniske grupper samt igennem hellige krige fra 1750 til det 19. århundrede været kraftigt medvirkende til religionens udbredelse i Vestafrika. Fulaniere har tidligere været dominerende og grundlagde i begyndelsen af det 19. århundrede to vigtige kongedømmer, det ene i Massina (Mali) og det andet i Sokoto (Nigeria). Imperierne, herunder Fulani imperiet grundlagt af Usman dan Fodio), blev opløst ved kolonitidens begyndelse i Afrika.

## Religion
Over 95% af fulanierne er muslimer, og i flere hundrede år har mange fulanier set islam som en central del af fulanikulturen, attåt pulaaku 'fulanidom'. I begyndelsen af 1800-tallet førte fulanier krig flere steder i Vestafrika for at omvende folk til islam. En vigtig person i denne sammenhæng var fulanien Seehu (sheik) Usumaanu ɓii Fooduye (1754–1817), bedre kendt under hausa-navnet Shaihu Usumanu ɗan Fodio, kalif af Sokoto 1804–1815.